# Monumento Nacional Lava Beds
El Monumento Nacional Lava Beds es un espacio natural con material volcánico ubicado en el noreste de California, entre los condados de Siskiyou y Modoc. El monumento se encuentra en el flanco noreste del volcán Medicine Lake, que es el volcán más grande por área en la Cordillera de las Cascadas.
La región dentro y alrededor del Monumento Nacional Lava Beds se encuentra en la unión de las provincias fisiográficas Sierra-Klamath, Cascade y Great Basin. El terreno fue establecido como monumento nacional el 21 de noviembre de 1925 e incluye más de 46 000 acre (186,2 km²).
El Monumento Nacional Lava Beds está compuesto por numerosos tubos de lava, 27 de ellos con entradas marcadas y senderos desarrollados para el acceso y la exploración del público. El monumento también ofrece senderos a través del paisaje desértico de matorrales xéricos de la Gran Cuenca y el campo volcánico. En 1872 y 1873, la zona fue escenario de la Guerra Modoc, en la que participó una banda liderada por Kintpuash, también conocido como Capitán Jack. El área de la Fortaleza del Capitán Jack fue nombrada en su honor.

## Formaciones geológicas
El Monumento Lava Beds es geológicamente notorio debido a su amplia variedad de formaciones volcánicas, incluidos tubos de lava, fumarolas, conos de ceniza, conos de salpicadura, cráteres de pozo, hornitos, maars, flujos de lava y campos volcánicos.
Las erupciones volcánicas en el volcán escudo del lago Medicine fueron los que crearon este paisaje accidentado marcado por numerosas formas de relieve volcánico.

### Conos

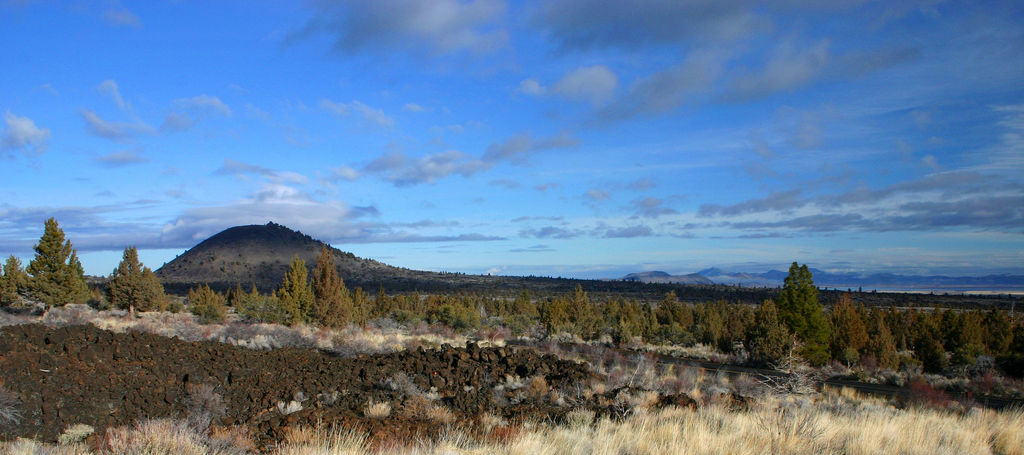
Cono de ceniza Schonchin Butte

Los conos de ceniza se forman cuando el magma es sometido a una elevada presión. Se libera en una fuente de lava, expulsada al aire desde un respiradero central. La lava se enfría a medida que cae y va formando cenizas que se acumulan alrededor del respiradero. Cuando se alivia la presión, el resto de la lava fluye desde la base del cono. Los conos de ceniza suelen ser monogenéticos.
Los conos de ceniza de Hippo Butte, Three Sisters, Juniper Butte y Crescent Butte son todos en el espacio del monumento Lava Beds son más antiguos que los flujos de los cráteres Mammoth y Modoc, con más de 30.000–40.000 años de antigüedad. Eagle Nest Butte y Bearpaw Butte tienen 114.000 años de antigüedad. El cono de ceniza de Schonchin Butte y el flujo andesítico de su base se formaron hace unos 62.000 años. El flujo que formó la cueva Valentine entró en erupción hace 10.850 años. La erupción que formó The Castles es más joven que los flujos del cráter Mammoth. Aún más recientes fueron las erupciones de las Chimeneas Fleener, como la del flujo de Devil's Homestead, hace 10.500 años, y la del Cráter Negro, hace 3.025 años. Hace aproximadamente 1.110 años, más o menos 60 años, el flujo de Callahan se produjo por una erupción de Cinder Butte. Aunque Cinder Butte está justo fuera del límite del monumento, el flujo Callahan está en lechos de lava y es el flujo más joven del monumento.
Los conos de salpicadura se construyen a partir de lava que es más espesa. La lava es expulsada desde el respiradero y construye, capa por capa, una chimenea que rodea el respiradero. Las chimeneas Fleener y el cráter negro son ejemplos de conos de salpicaduras en el espacio del monumento Lava Beds.

### flujos de lava

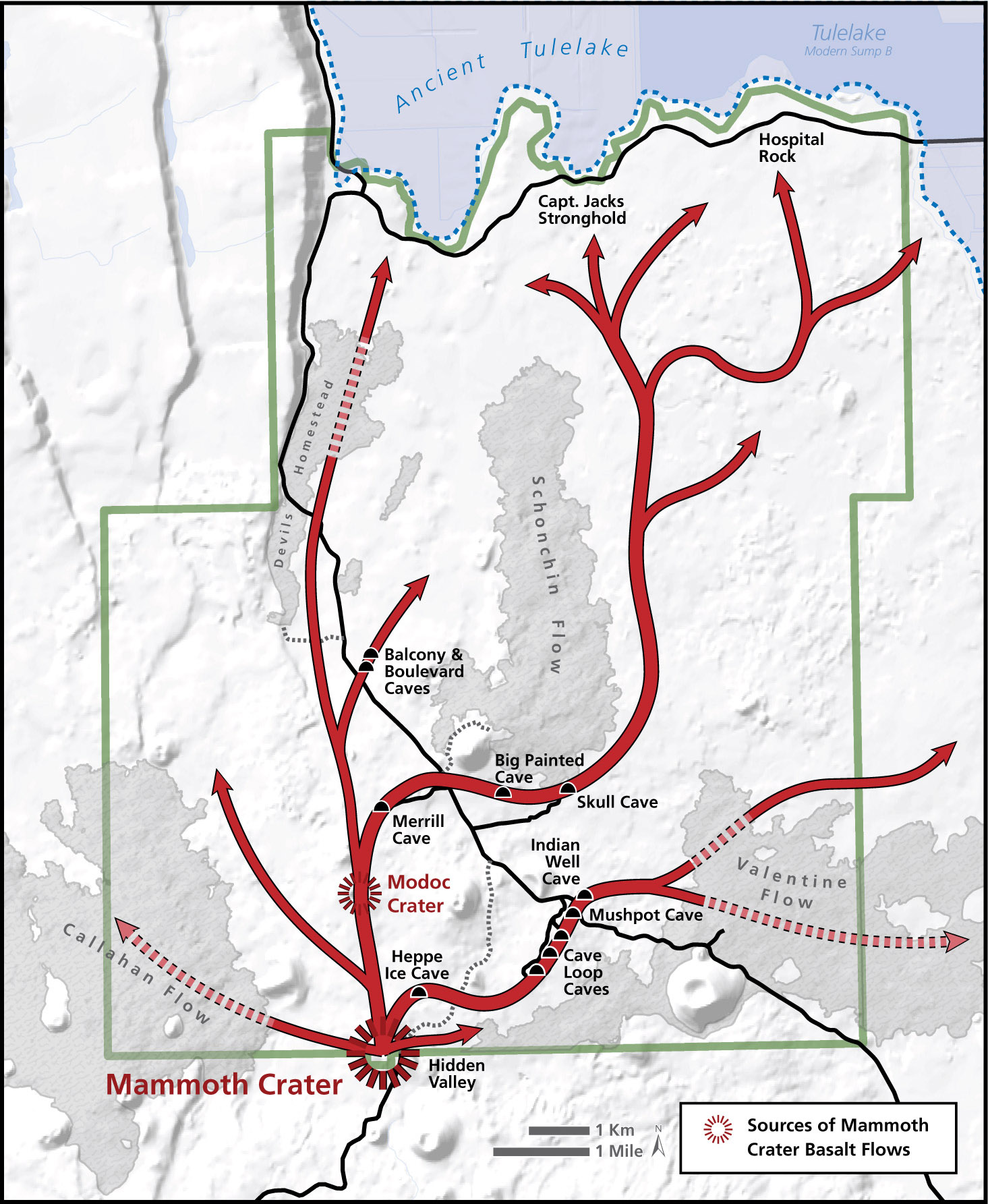
La mayoría de los flujos de lava basáltica que forman cuevas en el monumento se originaron en el cráter Mammoth y cubren aproximadamente el 60% de la superficie del parque en la actualidad.

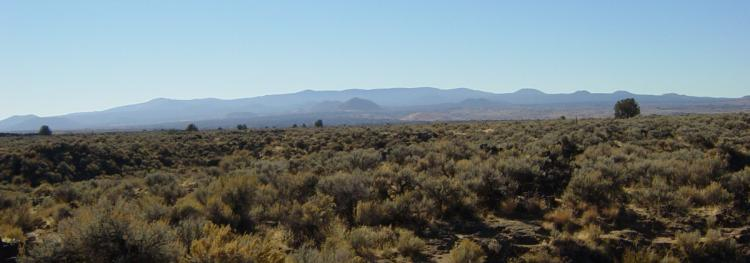
Volcán Medicine Lake desde la Fortaleza del Capitán Jack

Aproximadamente el noventa por ciento de la lava del Monumento Lava Beds es basáltica. Existen principalmente dos tipos de flujos de lava basáltica: pahoehoe y ʻaʻā. La lava tipo Pahoehoe es lisa, a menudo fibrosa y es el tipo de lava más común en los lechos de lava. Por su parte, la lava `a`ā se forma cuando el pahoehoe se enfría y pierde algunos de sus gases. La lava ʻaʻā es áspera, afilada y dentada; un excelente ejemplo es el flujo de lava de Devil's Homestead, que se originó en Fleener Chimneys. La mayor parte del resto de la lava en el monumento es andesítica. También se encuentra pómez, un tipo de lava riolítica, cubriendo el monumento; ésta cayó hace unos 900 años durante la erupción de la Montaña de Cristal.
Los flujos de los cráteres Mammoth y Modoc comprenden aproximadamente dos tercios de la lava del monumento. Hay más de 30 flujos de lava separados ubicados en el parque cuyas edades varían entre 2.000.000 y 1.110 años antes del presente. Algunos de los principales flujos de lava dentro del Monumento Nacional Lava Beds incluyen el flujo Callahan, el flujo Schonchin, el flujo del cráter Mammoth, el flujo del cráter Modoc y el flujo Devil's Homestead.

### Campos de lava
Gillem Bluff es un escarpe de falla creado a medida que la región se extendía y un bloque de tierra descendía a lo largo de la falla de laProvincia de Cuenca y Cordillera. La capa de toba en la parte superior de Gillem Bluff tiene 2.000.000 de años, lo que indica que las capas de roca que se encuentran debajo son aún más antiguas. El flujo de lava más antiguo del volcán Medicine Lake dentro del monumento es el basalto de Hovey Point, cerca de la fortaleza del Capitán Jack, que tiene 450.000 años. Petroglyph Point se creó hace unos 275.000 años cuando las cenizas hicieron erupción en las aguas poco profundas del lago Tule. Violentas explosiones de ceniza y vapor en esta región formaron capas sobre capas de toba.
Se cree que la caldera se formó por subsidencia, durante la cual erupcionaron basalto y andesita en las laderas del mismo.

### Tubos de lava
Los flujos de lava que datan de hace entre 30.000 y 40.000 años formaron la mayoría de los tubos de lava del monumento Lava Beds. A medida que la lava basáltica hirviente fluía cuesta abajo, la parte superior se enfrió y formó una costra, aislando el resto de la lava y formando tubos de lava. Los lavacíclicos en el techo de los tubos de lava se produjeron a medida que el nivel de lava en el tubo retrocedía y la lava viscosa en el techo goteaba en su proceso de enfriamiento.
Los estallidos de lava se formaron cuando la lava salpicó las paredes internas de los tubos. La lixiviación de minerales de la grava pómez, los suelos y la roca suprayacente ha permitido la deposición de espeleotemas secundarios en tubos de lava.
El Monumento Nacional Lava Beds tiene la mayor concentración de tubos de lava de América del Norte. Uno de los tubos cuenta con iluminación eléctrica para los visitantes, los demás se iluminan mediante portales colapsables o requieren linternas, disponibles en préstamo en el centro de visitantes del monumento.

### Actividad reciente
Una serie de pequeños terremotos a finales de 1988 se han atribuido al hundimiento de la caldera. Las grietas en varios puntos del terreno con orientación norte-noreste, así como las series de respiraderos con orientación norte-noreste muestran relaciones entre el tectonismo y el vulcanismo. Una grieta notable en el suelo, llamada Gran Grieta, se extiende a lo largo del límite noreste del monumento.

## Clima
El entorno desértico semiárido de gran altitud del Monumento Nacional Lava Beds recibe un promedio de 14,22 plg (36 cm) de precipitación anual, incluidos 43,2 plg (109,7 cm) en forma de nevadas. El clima se caracteriza por veranos cálidos y secos con inviernos fríos y moderadamente nevados. La temperatura media diaria mensual oscila entre 31,8 grados Fahrenheit (−0,1 °C) en diciembre a 68,92 grados Fahrenheit (20,5 °C) en julio. Hay un promedio de 23,8 días con 90 grados Fahrenheit (32 °C) o más de temperaturas máximas anuales y 8,4 días en los que la máxima no supera el punto de congelación. La ventana promedio de temperaturas bajo cero es del 20 de septiembre al 6 de junio.

## Flora y fauna

### Flora

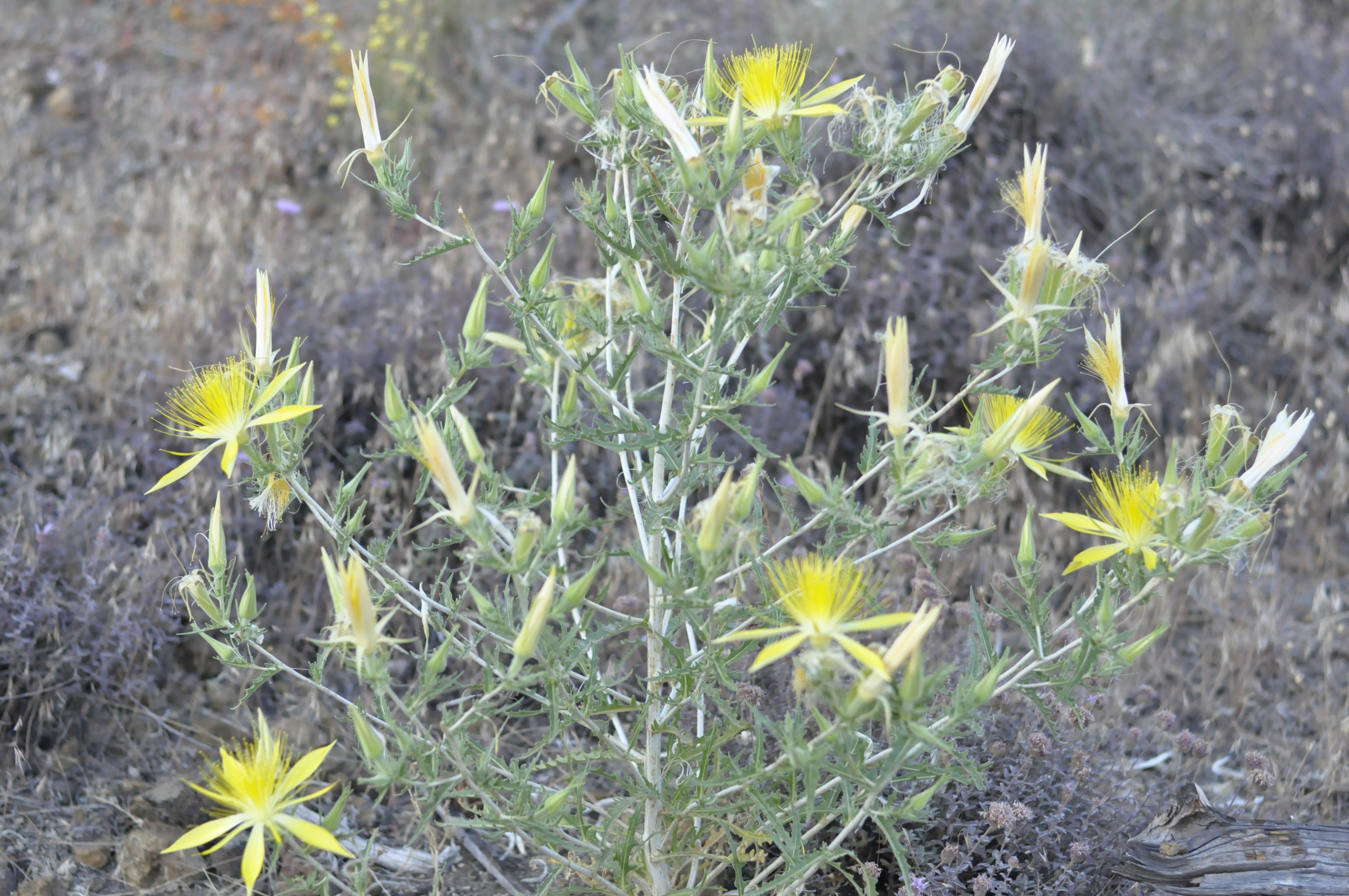
Mentzelia laevicaulis en terreno del monumento Lava Beds

Los sistemas de colapso de tubos de lava y los afloramientos de lava sustentan una gran diversidad de vida vegetal. Incluyen desde una impresionante variedad de líquenes y musgos hasta plantas como la chamaebatiaria millefolium, la aromática salvia púrpura del desierto (Salvia dorrii carnosa) y mentzelia laevicaulis. En las entradas de las cuevas hay una gran variedad de especies de helechos, entre ellos el helecho de bosque extendido (Dryopteris expansa) y el helecho espada occidental (Polystichum munitum). Estas especies están muy fuera de su rango normal, que es 90-125 mi (144,8-201,2 km) al oeste en la costa norte California .

### Fauna
Muy a pesar de las duras condiciones semiáridas del espacio natural, la vida silvestre nativa se ha adaptado a las limitaciones ambientales presentes en la región. No hay recursos hídricos terrestres en el Monumento Nacional Lava Beds. Algunos animales obtienen agua de cuevas, mientras que otros vuelan unos veinte kilómetros (12 millas) al norte hasta el lago Tule. Las especies animales federales y estatales de especial preocupación en el Monumento incluyen el gavilán de Cooper (Accipiter cooperii), el miotis flequillo (Myotis thysanodes), el miotis orejilargo (Myotis evotis), el miotis patilargo (Myotis volans), el murciélago pálido (Antrozous pallidus), murciélago de pelo plateado (Lasionycteris noctivigans), el murciélago orejudo de Townsend (Corynorhinus townsendii), miotis ciliolabrum occidental (Myotis ciliolabrum) y el tejón americano (Taxidea taxus).
Debido a la falta de agua superficial, la presencia de anfibios en el monumento es limitada. La especie más común encontrada en el monumento es la rana arbórea del Pacífico (Pseudacris regilla). Esta especie también se encuentra en las entradas de las cuevas biológicamente ricas del monumento. Las especies de reptiles que se encuentran en el monumento incluyen el lagarto de artemisa del norte (Sceloporus graciosus graciosus), el lagarto de cerca de la Gran Cuenca (Sceloporus occidentalis biseriatus), el eslizón occidental (Eumeces skiltonianus skiltonianus), la boa de caucho de las Montañas Rocosas (Charina bottae utahensis), serpiente gopher (Pituophis melanoleucus), la serpiente nocturna del desierto (Hypsiglena torquata deserticola) y la serpiente de cascabel occidental (Crotalus viridis).

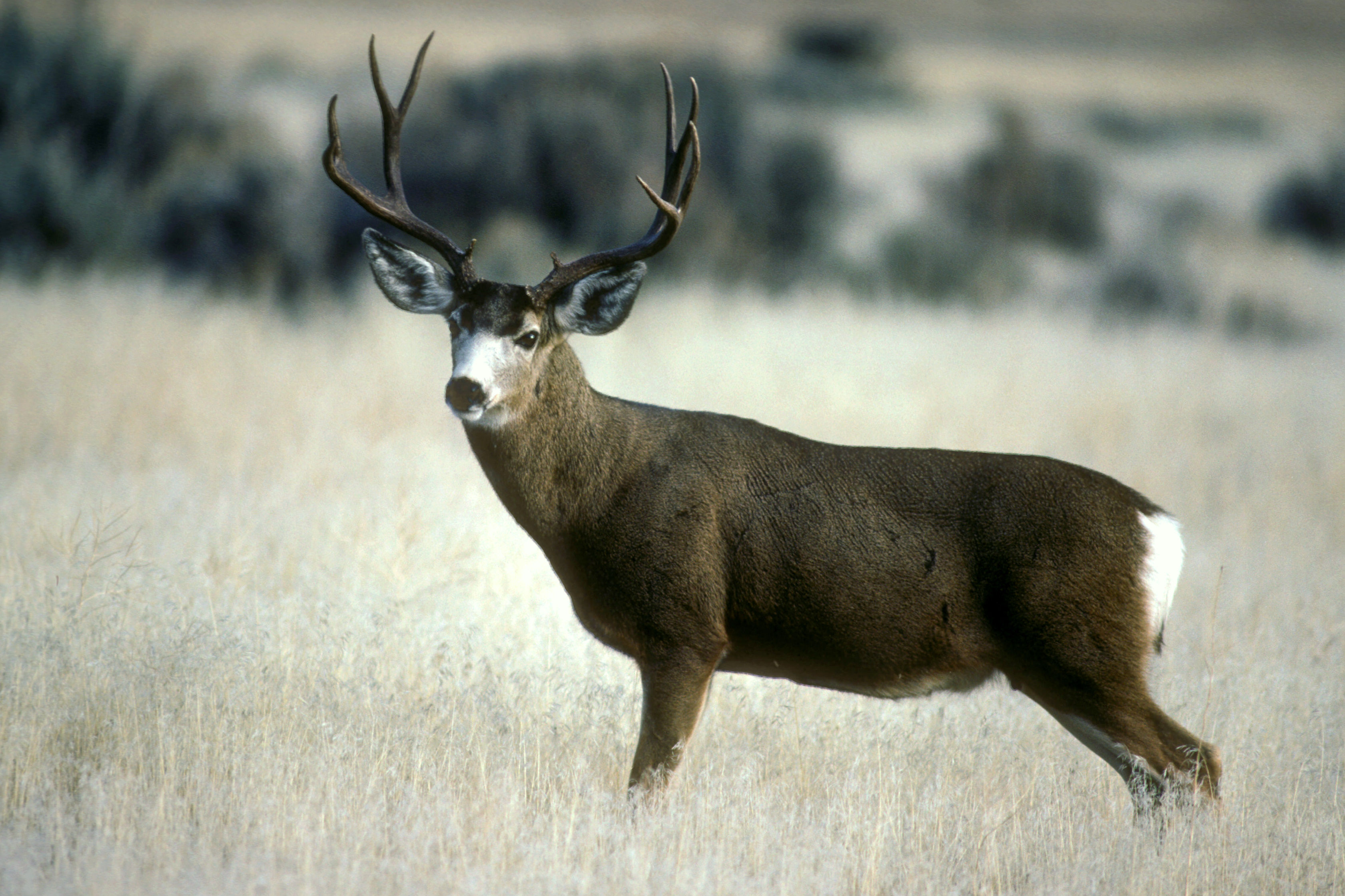
Ciervo mulo

Las especies animales clave por hábitat inlcuyen:
- Pastizales de artemisa : ciervo mulo , serpiente gopher, coyote, halcón de pradera, alondra occidental, espuela de caballero de Anderson, marmota de vientre amarillo, rata canguro
- Ponderosa - matorrales de enebro : berrendo, lince rojo, arrendajo matorralero, liebre común, azulejo de montaña ,
- Bosque de pinos : puma, águila calva (residente de invierno), ardilla de manto dorado
- Flujos de lava rocosos: lagarto de cerca occidental, serpiente de cascabel occidental
- Bocas de cuevas y pasajes interiores: golondrina verde violeta, murciélago de cola libre brasileño, murciélago orejón de Townsend, rana arbórea del Pacífico, pika, rata de bosque de cola tupida
- Zonas de orilla del lago: zorrillo, mapache, búho cornudo, búho campestre .

### Guerra Modoc

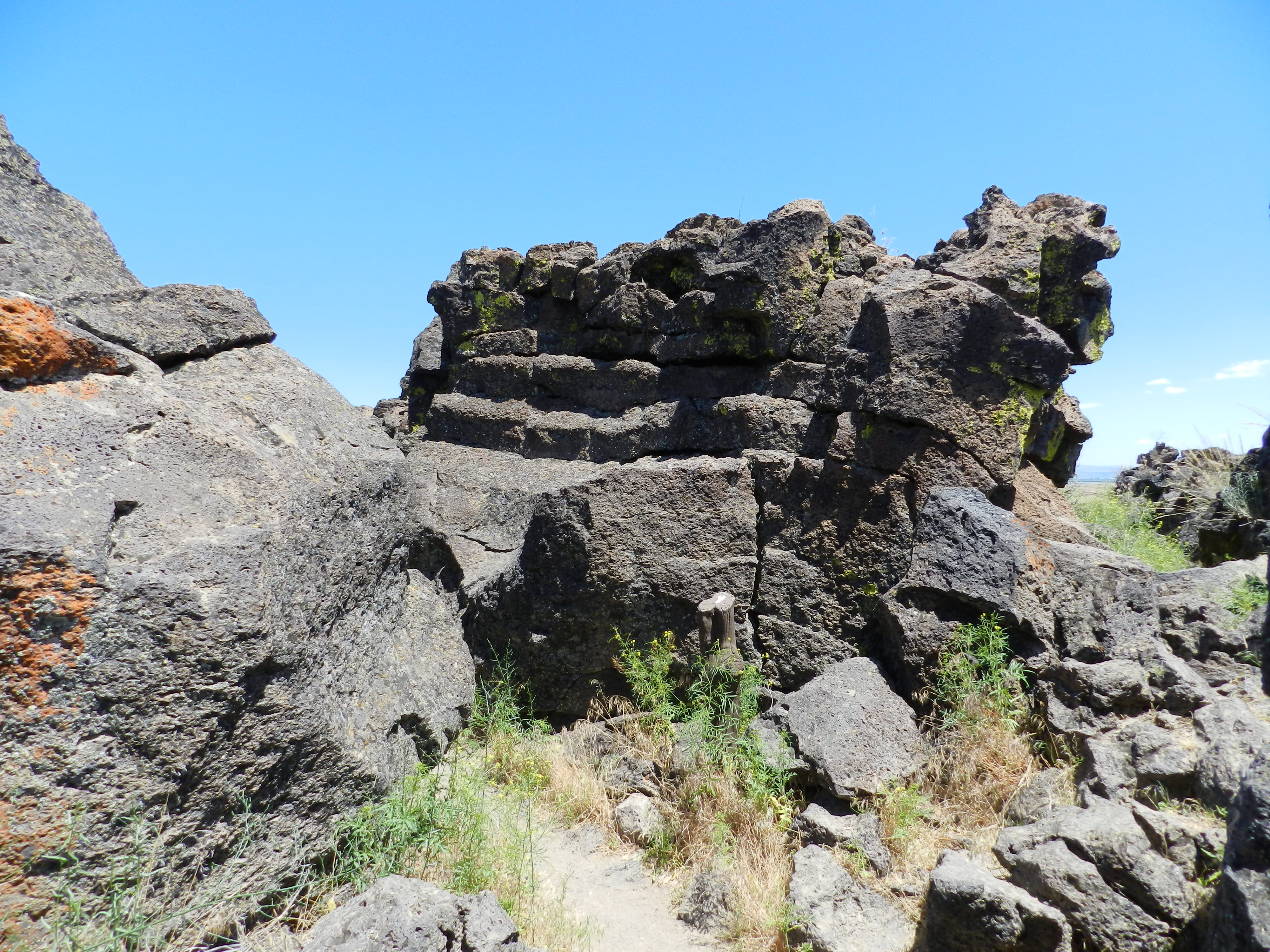
La fortaleza del capitán Jack

Durante la Guerra Modoc de 1872-1873, los guerreros de una banda liderada por Kintpuash (Capitán Jack) utilizaron los lechos de lava como una fortaleza defensiva para resistir ser capturados por la milicia estadounidense y ser obligados a regresar a la reserva Klamath en Oregón, a la que habían sido trasladados, ya que los estadounidenses europeos querían sus tierras. Los Modoc se refugiaron en una fortaleza de lava natural que más tarde se recibió el nombre de Fortaleza del Capitán Jack. Desde esta base defensiva, un grupo de 53 combatientes y sus familias mantuvieron a raya a las fuerzas del ejército estadounidense durante cinco meses, que equivalían a diez veces la población de los Modocs.
En abril de 1873, en una reunión de la comisión de paz, el capitán Jack mató al general Edward Canby mientras sus acompanantes mataron al reverendo Eleazer Smith e hirieron a otros dos comisionados de paz. Canby fue la única víctima de las Guerras Indias que tenía el rango de general para el momento de su muerte. Los Modoc pensaron erróneamente que los estadounidenses se irían si sus líderes eran asesinados. En lugar de eso, se trajeron refuerzos del ejército y los Modoc finalmente se vieron obligados a rendirse. Kintpuash y sus companeros fueron condenados por crímenes de guerra por los asesinatos y ejecutados por la horca en Fort Klamath .

### Establecimiento del monumento

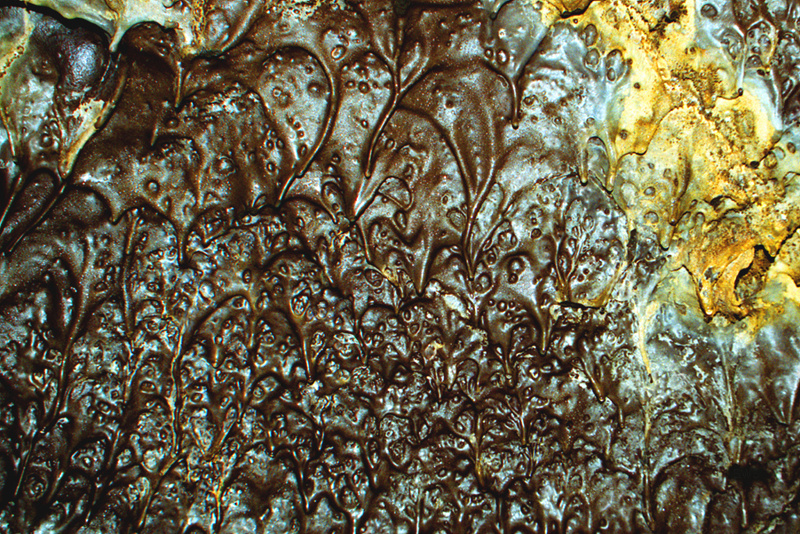
Lavacículas marrones en el techo de la cueva de chocolate Hopkins; nombradas por el explorador de cuevas E. L. Hopkins y también visitadas por JD Howard, ambos deenedo grafitis

Uno de los primeros administradores de la tierra del monumento Lava Beds fue JD Howard, un molinero que residía en Klamath Falls. Exploró la zona íntimamente a partir de 1917, nombrando accidentes geográficos y haciendo accesibles las cuevas. A medida que la zona recibía cada vez más atención, notó que los visitantes comenzaban a dañar las características de la cueva.
La necesidad percibida por Howard de preservar los tubos de lava y otras características geológicas del área fue una de las principales razones por las que presionó vigorosamente para obtener un estatus de protección federal. Howard fotografiaba el interior de cada cueva como parte de un esfuerzo por persuadir a la comunidad a proteger la zona. En una carta escrita en 1923, Howard instó a los funcionarios del Servicio Forestal de los Estados Unidos, a los legisladores estatales y a los líderes comunitarios a diclarar las cuevas como parque: "Este es el último parque en Estados Unidos y es muy superior a todos los demás, ya que abarca suficientes fenómenos como para mantener a uno ocupado durante al menos tres meses haciendo turismo, con Cap Jack's Stronghold para estudiar en sus horas libres".
La campaña de Howard tuvo éxito, ya que el Monumento Nacional Lava Beds fue firmado por el entonces presidente estadounidense Calvin Coolidge el 21 de noviembre de 1925. Fue creado bajo los auspicios de la Ley de Antigüedades de 1906.

### Expansión posterior
La única expansión en la era moderna ocurrió en 2011 cuando el monumento se expandió abroximadamente 132 acres (53,4 ha). Una transferencia administrativa trajo dos parcelas de tierra que anteriormente eran administradas por la Oficina de Recuperación y la Oficina de Administración de Tierras a la gestión del Servicio de Parques Nacionales. Estas dos parcelas colindan con el sector "Petroglyph Point" del monumento.

## Área silvestre de lechos de lava

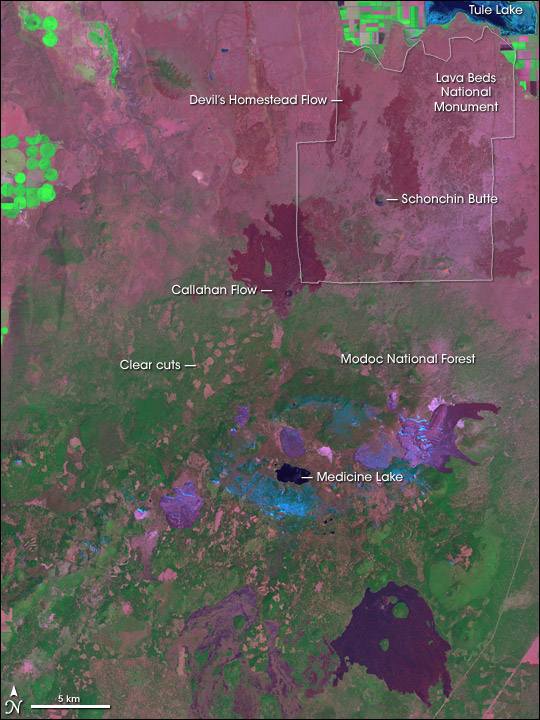
Una imagen satelital en falso color del parque y sus alrededores (haga clic en la imagen para ampliarla)

El área silvestre nacional Lava Beds es un 28 460 acre (11 517,4 ha) área silvestre dentro del Monumento Nacional Lava Beds. Fue designado por el Congreso de los Estados Unidos el 13 de octubre de 1972, con la aprobación de la Ley Pública 92-493. La zona silvestre protege más de la mitad del monumento nacional en dos unidades separadas, una oriental y otra occidental. La unidad oriental, de mayor tamaño, contiene el extenso flujo de lava de Schonchin. La unidad occidental cubre el área del monumento dentro de la zona de transición del extremo sur montañoso de la Cordillera de las Cascadas y los ecosistemas áridos de la Meseta Modoc.
Los diferentes tipos de suelo crean diversidad de comunidades vegetales en el área silvestre, proporcionando diversos hábitats para una amplia gama de vida silvestre. Existen numerosos coyotes y zorros, así como las aves rapaces, que se alimentan de roedores como la liebre común y la rata canguro. La rata canguro está especialmente adaptada a entornos sin agua porque no necesita beber. Obtiene agua como subproducto de la oxidación de los nutrientes de las semillas que come.
En el monumento se observan numerosas aves rapaces en el área silvestre y se han identificado 24 especies de halcones. El monumento está ubicado en la ruta migratoria del Pacífico donde el águila calva pasa el invierno en la parte norte de esta zona silvestre.
El Servicio de Parques Nacionales administra el área silvestre Lava Beds y tiene varias restricciones establecidas. Está prohibido acampar cerca de las entradas de las cuevas o senderos del área silvestre. Las fogatas abiertas pueden estar prohibidas durante climas muy calurosos o secos.

### Senderos de lechos de lava
El Monumento Nacional Lava Beds cuenta con 13 senderos para caminatas, todos los cuales cruzan o ingresan al interior de los terrenos del monumento. Los senderos más populares son cortos, pero conducen a varios sitios históricos, así como a varias áreas geológicas. Los senderos largos se encuentran en su mayoría en áreas silvestres designadas.
Estos senderos están asociados principalmente con las atracciones del parque, especialmente la naturaleza geológica. A veces son caminatas de un día de ida y vuelta, y en muchos casos son pasarelas mejoradas y respaldadas con carteles interpretativos y exhibiciones.
| Trail name(arranged by distance from Visitor Center) | Description | Trailhead(s)                                                                        | Length                                                 |
| Short trails                                         | Short trails | Short trails                                                                        | Short trails                                           |
| ---------------------------------------------------- | --- | ----------------------------------------------------------------------------------- | ------------------------------------------------------ |
| Bunchgrass Trail                                     | Follows the northeast side of Crescent Butte                                                                                    | Starts across from Site B-7 in the campground.                                      | 1 mi (1,6 km)                                          |
| Missing Link Trail                                   | Links the Three Sisters Trail to the Bunchgrass Trail, creating a 10 mi (16,1 km) loop.                                         | Begins on the Bunchgrass Trail, about 0,5 mi (0,8 km) from campground B-Loop.       | 0,7 mi (1,1 km)                                        |
| Heppe Ice Cave                                       | Leads into Heppe Cave. | Located on the road to Mammoth Crater, 2,2 mi (3,5 km) from the main park road.     | 0,4 mi (0,6 km)                                        |
| Big Nasty Trail                                      | Named after a rough lava area covered by brush, described as "big and nasty".                                                   | Starts on Mammoth Crater rim, on the Hidden Valley pullout.                         | 1 mi (1,6 km)                                          |
| Schonchin Butte Trail                                | Steep trail, has a 500-foot elevation gain and leads to the lookout building                                                    | Located on Schonchin Butte                                                          | 0,9 mi (1,4 km)                                        |
| Symbol Bridge Trail                                  | Winds past interesting lava tube structures and other geological features                                                       | On the first parking area of Skull Cave road, across from the Missing Link Trail    | Windy 0,75 mi (1,2 km)                                 |
| Black Crater and Thomas-Wright Battlefield Trail     | Combines volcanism and history. Within season leads around good views of wildflower displays                                    | Within the Thomas-Wright Battlefield memorial                                       | 0,3 mi (0,5 km) to the Crater, then 1,2 mi (1,9 km)    |
| Gillem Bluff                                         | Climbs to the top of Gillem Bluff for a view of Gillem's Camp. Has a 550-foot elevation gain.                                   | Gillem Bluff                                                                        | 0,7 mi (1,1 km)                                        |
| Captain Jack's Stronghold Trail                      | A rough terrain loop trail with two self-guided interpretive areas through the heart of the Modoc War historical battlefield.   | Captain Jack's Stronghold41°49′18″N 121°30′18″O / 41.82167, -121.50500              | Inner loop: 0,6 mi (1 km). Outer loop: 1,1 mi (1,8 km) |
| Petroglyph Point Trail                               | Impressive view of the basin and the Medicine Lake Volcano.                                                                     | Northeast side of Petroglyph Point about 0,3 mi (0,5 km) beyond the bulletin board. | 1,6 mi (2,6 km)                                        |
| Long trails                                          | |                                                                                     |                                                        |
| Three Sisters Trail                                  | Loops out into the wilderness and returns to Skull Cave Road.                                                                   | Trailhead at the campground from A-Loop                                             | 8,8 mi (14,2 km)                                       |
| Lyons Trail                                          | Crosses the wilderness area on a north–south axis between Skull Cave parking area and Hospital Rock on the North Boundary Road. | Skull Cave parkinglot                                                               | 9,8 mi (15,8 km)                                       |
| Whitney Butte Trail                                  | Crosses the wilderness in an east–west direction around Whitney Butte. Has best view of Mount Shasta and Callahan lava flow     | Trailhead at the Merrill Cave parking area.                                         | 3,3 mi (5,3 km)                                        |

- List of national monuments of the United States
- Medicine Lake Volcano
- Volcanic Legacy Scenic Byway
- List of Klamath Basin birds